# DNS dynamique
Pour les articles homonymes, voir Dynamic.

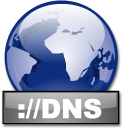
Icône du DNS (dans le thème Crystal)

Un DNS dynamique (Dynamic DNS, DDNS ou DynDNS) est une méthode pour mettre à jour automatiquement un serveur DNS, souvent en temps réel.
Ces mots concernent deux concepts bien différents :
- au niveau de l'administration d'Internet, "dynamic DNS updating" concerne des systèmes qui sont utilisés pour mettre à jour les enregistrements DNS habituels sans édition manuelle. Ce principe est expliqué dans RFC 2136[1], et utilise le protocole TSIG (Transaction SIGnature) pour sécuriser ce mécanisme.
- sur des bases de données locales, mettre à jour des modifications DNS de petite taille immédiatement, souvent en utilisant des mécanismes web. C'est utilisé pour les cas de noms DNS dont l'adresse IP change fréquemment.

## Contexte historique
Dans les premières étapes d'internet, ARPANET, l'adressage des hôtes du réseau était assuré par des tables de traduction statiques qui mappaient les noms d'hôte sur des adresses IP. Les tables ont été maintenues manuellement sous la forme du fichier hôte. Le système de noms de domaine (DNS) a mis en place une méthode de distribution automatique des mêmes informations d'adresse en ligne via des requêtes récursives aux bases de données distantes configurées pour chaque réseau ou domaine. Cette installation DNS utilisait quand même des tables de consultation statiques sur chaque nœud participant. Les adresses IP, une fois attribuées à un hôte particulier, changeaient rarement et le mécanisme était initialement suffisant. 
Toutefois, la croissance rapide d’Internet et la prolifération des ordinateurs au travail et à la maison ont créé un fardeau considérable pour les administrateurs, qui doivent garder la trace des adresses IP attribuées et gérer leur espace d’adresses. Le protocole DHCP (Dynamic Host Configuration Protocol) permettait aux entreprises et aux fournisseurs de services Internet (ISP) d’attribuer automatiquement des adresses aux ordinateurs dès leur mise sous tension. Cela a permis de conserver l'espace d'adressage disponible, car tous les périphériques ne pouvaient pas être utilisés activement à tout moment et les adresses pouvaient être attribuées en fonction des besoins. Cette fonctionnalité nécessitait que les serveurs DNS soient également mis à jour automatiquement. 
Les premières implémentations du Dynamic DNS remplissaient cet objectif : les ordinateurs hôtes avaient la possibilité de notifier à leur serveur DNS respectif l'adresse qu'ils avaient reçue d'un serveur DHCP ou via une configuration automatique. Cette méthode de mise à jour DNS basée sur un protocole a été documentée et normalisée dans la publication RFC 2136 de l'IETF en 1997 et est devenue une partie standard du protocole DNS.
La croissance explosive et la prolifération d'Internet dans les foyers ont entraîné une pénurie croissante d'adresses IP disponibles. DHCP est également devenu un outil important pour les fournisseurs de services Internet, leur permettant de gérer leurs espaces d'adressage pour connecter les utilisateurs finaux particuliers et petites entreprises avec une adresse IP unique en implémentant une traduction d'adresses réseau (Network address translation, NAT) sur le routeur du client. Le réseau privé situé derrière ces routeurs utilise un espace d'adressage réservé à ces fins (RFC 1918), masqué par le périphérique NAT. Cela enfreignait toutefois le principe de bout en bout de l'architecture Internet et des méthodes étaient nécessaires pour permettre aux réseaux privés, avec des adresses IP externes changeant fréquemment, de découvrir leur adresse publique et de l'insérer dans le système de nom de domaine afin de participer à Internet. Aujourd'hui, de nombreux fournisseurs, appelés fournisseurs de services DNS dynamiques, proposent ces technologies et ces services sur Internet.

## Cas particulier d'Active Directory
Dans Active Directory, les contrôleurs de domaine enregistrent automatiquement leur enregistrement de service dans les serveurs DNS afin que les autres serveurs du domaine (ou de la forêt de domaines) puissent y accéder.